# Piskeris
Et piskeris er et køkkenredskab, som bruges til at blande ingredienser eller tilføje luft til en blanding. Denne proces kaldes at piske. Alternativt kan piskeriset også bruges til at røre i maden, således at den ikke brænder på. 
Piskeris ses som oftest brugt til at piske æggehvider til fast skum, som igen kan bruges til at lave marengs eller til piskefløde, som omdannes fra væske til fast form.
Piskeris kan have flere forskellige former. Et bredere piskeris, som bedst kan beskrives som tåreformet, er alment kendt som et såkaldt ballonpiskeris (nederst på billedet), hvilket formodentlig også er den mest udbredte type af piskeris. En længere og mere smal form af piskeriset (øverst på billedet) er ofte kendt som et fransk piskeris. Et fladt piskeris har et fladere, gentaget mønster. Et sovsepiskeris har en hovedbøjle, hvor en anden bøjle er snoet omkring denne. Et snurrepiskeris  har én tråd, som er i spiraliseret ballonform.
Ballonpiskeriset har til formål at give mere luft til blandingen. Eftersom trådene ikke krydser hinanden, er boldepiskeriset ofte lettere at rengøre end de fleste andre varianter. Desuden er det lettere at komme ud i kanterne af gryden end med et traditionelt ballonpiskeris.